# Alexandre Hauw
Alexandre Hauw (Bourgoin-Jallieu, 22 gennaio 1982) è un ex calciatore francese, di ruolo centrocampista.

## Carriera
Ha giocato nella massima serie dei campionati francese e portoghese, e nella seconda divisione francese.

## Palmarès

### Club

#### Competizioni nazionali
- Segunda Liga: 1

Estoril Praia: 2011-2012